# Delfina Delettrez
Delfina Delettrez Fendi (Roma, 15 de octubre de 1987) es una diseñadora y joyera italiana, reside en Roma y tiene influencia internacional.

## Trayectoria
Pertenece a la cuarta generación de la familia Fendi, una casa de moda de lujo italiana. Delfina Delettrez fundó su propia empresa en 2007, con el apoyo de su padre, Bernard Delettrez, un conocido joyero que le dio su propio símbolo de marca que fue diseñado por Karl Lagerfeld para él anteriormente. Ese mismo año, la tienda parisina Colette, que marcó tendencia, presentó una muestra de las piezas que Delettrez había creado para ella misma. El Museo de las Artes Decorativas de París incorporó en 2009 dos de las piezas de Delettrez para su colección permanente.
Ha diseñado obras para marcas como Kenzo, para la tienda conceptual The Webster con sede en Miami, Dover Street Market, Diamond Foundry, Fendi, realizadas con metales y piedras preciosas. Los diseños de Delettrez tienen un estilo inspirado en surrealismo figurativo e iconografía natural que incluye animales, manos y labios, a los que incorpora su característico diseño de ojos.
Delettrez también ha presentado exposiciones propias en la Galería Antonella Villanova en Miami así como en la Galleria O en Roma, y en marzo de 2012 se convirtió en la diseñadora más joven del Museo de Artes Decorativas del Louvre en París al exponer su colección Metalphysic. En 2015 abrió su primera boutique en Londres.

## Reconocimientos
En 2013 fue elegida para formar parte de BoF 500: como una de las personas que dan forma a la industria de la moda global.  La Revista Forbes en 2016 la nombra una de las 30 menores de 30 años ("30 Under30) de la revista Forbes  que reconoce a los empresarios más jóvenes y brillantes.